# Нилс Густаф Дален
Нилс Густаф Дален (на шведски: Nils Gustaf Dalén) е шведски инженер и изобретател, носител на Нобелова награда за физика за 1912 година.

## Биография
Роден е на 30 ноември 1869 г. в Стенсторп, Швеция. Има двама сина и две дъщери.
През 1912 година получава Нобелова награда за физика за изобретяване на регулатор на налягането и за усъвършенстване конструкцията на газовия акумулатор. Негово изобретение е и устройство за проверка на маслеността на кравето мляко. При експлозия на ацетилен загубва зрението си през 1912 година, но това не му попречва да продължи да работи над своите изобретения. През 1919 година става член на Шведската академия на науката и техниката.
Умира на 9 декември 1937 година в Лидингьо.